# Mehdi Carcela
Mehdi François Carcela-González (arabul: المهدي كارسيلا; Liège, Belgium, 1989. július 1. –) marokkói-belga válogatott labdarúgó, csatár.

## Pályafutása

### Klubcsapatban
Carcela szülővárosa csapatában, a Standard de Liègeben kezdte el labdarúgó-pályafutását, amellyel 2009-ben belga bajnok, 2011-ben pedig belga kupagyőztes lett. 2011 és 2013 között az orosz élvonalbeli Anzsi Mahacskala labdarúgója volt. 2013 és 2015 között visszatért nevelőegyesületéhez, majd leigazolta őt a portugál Benfica, amellyel a 2015-2016-os idényben bajnokságot és ligakupát nyert. 2016 és 2018 között a spanyol Granada és a görög Olimbiakósz labdarúgója is volt. 2018 és 2022 között ismét a Standard de Liègeben futballozott.

### A válogatottban
Többszörös belga utánpótlás-válogatott, tagja volt a 2006-os U17-es labdarúgó-Európa-bajnokságon szerepelt csapatnak. 2009 novembere és 2010 márciusa között két felkészülési mérkőzésen is pályára lépett a belga felnőtt válogatottban. 2011 óta a marokkói válogatott tagja, részese volt a 2018-as labdarúgó-világbajnokságon szerepelt keretnek is.

## Sikerei, díjai
Standard de Liège
- Belga bajnok: 2009
- Belga kupagyőztes: 2011, 2018
- Belga szuperkupagyőztes: 2009

SL Benfica
- Portugál bajnok: 2016
- Portugál ligakupagyőztes: 2016